# Arriondas
Arriondas (officiellement Arriondas/Les Arriondes et en asturien, Les Arriondes) est une ville des Asturies, chef-lieu de la commune de Parres, en Espagne.

## Caractéristiques
Située à 65 km d'Oviedo, elle est habitée par 3 205 personnes (1 536 hommes et 1 669 femmes), selon les données du recensement de 2017, ce qui représente 45 % de la population totale du conseil et 79 % de celle de la paroisse. Elle est située dans la plaine formée par les río Sella et Piloña, qui se rejoignent à proximité.
Grâce à la Descenso Internacional del Sella, l'activité touristique de la ville a considérablement augmenté ces dernières années. Ainsi, le tourisme actif s'est développé et de nombreuses entreprises se consacrent à l'organisation de descentes en kayak, en canoë, etc. sur le río Sella. La pêche au saumon est également pratiquée dans cette rivière pendant la saison estivale. Ce n'est pas pour rien qu'Arriondas est considérée comme la capitale espagnole de la pêche au saumon.
Depuis 1997, Arriondas dispose d'un hôpital régional, Francisco Grande Covián, dans le district de La Castañera, qui dessert toute la partie orientale des Asturies. Elle dispose également d'autres services tels que la piscine régionale chauffée. Tout cela fait de la ville d'Arriondas un important centre de services dans l'est des Asturies.